# Derby (Vermont)
Derby és una població dels Estats Units a l'estat de Vermont. Segons el cens del 2000 tenia 4.604 habitants.

## Demografia
Segons el cens del 2000, Derby tenia 4.604 habitants, 1.832 habitatges, i 1.319 famílies. La densitat de població era de 35,8 habitants per km².
Dels 1.832 habitatges en un 35,2% hi vivien nens de menys de 18 anys, en un 58,1% hi vivien parelles casades, en un 9,7% dones solteres, i en un 28% no eren unitats familiars. En el 23,5% dels habitatges hi vivien persones soles l'11% de les quals corresponia a persones de 65 anys o més que vivien soles. El nombre mitjà de persones vivint en cada habitatge era de 2,5 i el nombre mitjà de persones que vivien en cada família era de 2,92.
Per edats la població es repartia de la següent manera: un 27,2% tenia menys de 18 anys, un 5,9% entre 18 i 24, un 26,5% entre 25 i 44, un 25,3% de 45 a 60 i un 15,1% 65 anys o més.
L'edat mediana era de 39 anys. Per cada 100 dones de 18 o més anys hi havia 92,8 homes.
La renda mediana per habitatge era de 35.313 $ i la renda mediana per família de 39.688 $. Els homes tenien una renda mediana de 31.120 $ mentre que les dones 21.940 $. La renda per capita de la població era de 17.192 $. Entorn del 8,8% de les famílies i el 10,2% de la població estaven per davall del llindar de pobresa.